# 2015-ös kanadai labdarúgókupa
A 2015-ös kanadai labdarúgókupa (angolul: Canadian Championship) volt a kanadai labdarúgókupa 8. szezonja. A sorozat 2015. április 22-én kezdődött és augusztus 26-án ért véget. A döntő első mérkőzését a montréali Saputo Stadionban, míg a visszavágót a vancouveri BC Place Stadionban rendezték meg. A címvédő a Montréal volt. A trófeát a Vancouver Whitecaps csapata szerezte meg, a kupa története során először alkalommal.

## Lebonyolítás
| Kör           | Első mérkőzés  | Második mérkőzés |
| ------------- | -------------- | ---------------- |
| Selejtező kör | április 22.    | április 29.      |
| Elődöntő      | május 6 és 13. | május 13 és 20.  |
| Döntő         | augusztus 12.  | augusztus 26.    |

## Selejtező kör
| 2015. április 22. 19:30 ETZ |

| Ottawa Fury | 1–3 | Edmonton                           |
| ----------- | --- | ---------------------------------- |
| Minatel 1'  |     | Fordyce 83' Laing 87' Ameobi 90+4' |

| TD Place Stadion, Ottawa, Ontario Nézőszám: 2 402 Játékvezető: Geoff Gamble |

| 2015. április 29. 20:00 MTZ |

| Edmonton                                    | 3–1 | Ottawa Fury  |
| ------------------------------------------- | --- | ------------ |
| Ameobi 9' Nyassi 15' Fordyce 81' (11-esből) |     | Wiedeman 32' |

| Clarke Stadion, Edmonton, Alberta Nézőszám: 1 858 Játékvezető: Drew Fischer |

Az Edmonton csapata győzött 6–2-es összesítéssel.

## Elődöntő
| 2015. május 6. 19:30 ETZ |

| Montréal      | 1–0 | Toronto |
| ------------- | --- | ------- |
| McInerney 68' |     |         |

| Saputo Stadion, Montréal, Québec Nézőszám: 12 518 Játékvezető: Silviu Petrescu |

| 2015. május 13. 19:30 ETZ |

| Toronto                               | 3–2 | Montréal             |
| ------------------------------------- | --- | -------------------- |
| Altidore 22' Cheyrou 56' Giovinco 58' |     | Cooper 25' Oduro 84' |

| BMO Field, Toronto, Ontario Nézőszám: 21 069 Játékvezető: Mathieu Bourdeau |

A Montréal csapata győzött 3–3-as összesítéssel, idegenben lőtt gólokkal.
| 2015. május 13. 19:00 PST |

| Vancouver Whitecaps | 1–1 | Edmonton  |
| ------------------- | --- | --------- |
| Koffie 87'          |     | Ameobi 4' |

| BC Place Stadion, Vancouver, Brit Columbia Nézőszám: 15 183 Játékvezető: David Gantar |

| 2015. május 20. 20:00 MTZ |

| Edmonton                | 1–2 | Vancouver Whitecaps              |
| ----------------------- | --- | -------------------------------- |
| Ameobi 90+1' (11-esből) |     | Morales 9' (11-esből) Laba 90+7' |

| Clarke Stadion, Edmonton, Alberta Nézőszám: 3 803 Játékvezető: Silviu Petrescu |

A Vancouver Whitecaps csapata győzött 3–2-es összesítéssel.

## Döntő
| 2015. augusztus 12. |

| Montréal                    | 2–2 | Vancouver Whitecaps      |
| --------------------------- | --- | ------------------------ |
| Ciman 84' Jackson-Hamel 85' |     | Mattocks 65' Morales 72' |

| Saputo Stadion, Montréal, Québec Nézőszám: 12 395 Játékvezető: David Gantar |

| 2015. augusztus 26. |

| Vancouver Whitecaps   | 2–0 | Montréal |
| --------------------- | --- | -------- |
| Rivero 40' Parker 53' |     |          |

| BC Place Stadion, Vancouver, Brit Columbia Nézőszám: 19 616 Játékvezető: Silviu Petrescu |

A Vancouver Whitecaps csapata győzött 4–2-es összesítéssel.